# Pomnik bitwy pod Ostrołęką w Ostrołęce
Pomnik bitwy pod Ostrołęką – carski pomnik upamiętniający rosyjskie zwycięstwo w bitwie pod Ostrołęką w czasie powstania listopadowego. 
Monument został w 1847 wzniesiony z osobistej inicjatywy Mikołaja I. Wykonano go według standardowego projektu pomników wojskowych II kategorii przygotowanego przez Antonio Adaminiego na okoliczność budowy w Rosji monumentów upamiętniających zwycięstwo w wojnie z Francją w 1812. Miał formę ośmiobocznej piramidy zwieńczonej cebulastą kopułką z krzyżem łacińskim. Do każdego boku piramidy przylegały niewielkie żeliwne kolumny wykończone kopułkami o identycznej formie, na których jednak nie zlokalizowano krzyży, a dwugłowe orły rosyjskie. Ze względu na standaryzację wyglądu pomników wojskowych monument w Ostrołęce był jedną z dwóch identycznych budowli w Królestwie Polskim - identyczny obiekt upamiętniał bitwę pod Grochowem. Jedynym elementem odróżniającym od siebie dwa pomniki była ikona św. Izydora umieszczona w Ostrołęce - dzień wspomnienia tego świętego w Rosyjskim Kościele Prawosławnym pokrył się z datą bitwy. Pomnik był dodatkowo otoczony łańcuchem wspartym na 32 niskich filarach, zaś otaczający go placyk pokryto kostką brukową. Wzniesiono go za pieniądze ze skarbu Królestwa Polskiego i zlokalizowano na wysokim brzegu Narwi. 
Na monumencie znajdowały się trzy tablice. Środkowa podawała datę bitwy pod Ostrołęką, wskazywała jej wynik i wspominała głównodowodzącego wojskami rosyjskimi Iwana Dybicza. Tablica po lewej stronie wymieniała liczebność obydwu walczących stron, zaś po prawej - wskazywała poniesione przez walczących straty oraz nazwiska dowodzących poszczególnymi jednostkami rosyjskimi. 
Pomnik został zniszczony po odzyskaniu niepodległości przez Polskę. 